# نيكولو ميلي
نيكولو ميلي (بالإيطالية: Nicolò Melli)‏ مواليد 26 يناير 1991 في ريدجو إميليا، هو لاعب كرة سلة إيطالي بدأ مسيرته الاحترافية في سنة 2007 يلعب مع فريق بروس باسكتس ويحمل الرقم 4.

## فرق لعب لها
- بالاكانسترو ريجيانا
- أولمبيا ميلانو
- بروس باسكتس

## روابط خارجية
- نيكولو ميلي على موقع الاتحاد الدولي لكرة السلة (الإنجليزية)
- نيكولو ميلي على موقع الدوري الأوروبي لكرة السلة (الإنجليزية)
- نيكولو ميلي على موقع إن بي أي (الإنجليزية)
- نيكولو ميلي على موقع سبورتس رفرنس (الإنجليزية)
- نيكولو ميلي على موقع كرة السلة الأوروبية.كوم (الإنجليزية)
- نيكولو ميلي على موقع إي إس بي إن.كوم (الإنجليزية)
- نيكولو ميلي على موقع ريلجم (الإنجليزية)
- نيكولو ميلي على موقع بروبوليرز (الإنجليزية)
- نيكولو ميلي على موقع سبورتس رفرنس (الإنجليزية)
- نيكولو ميلي على موقع اللجنة الأولمبية الدولية (الإنجليزية)